# Алье (Италия)
Алье́ (итал. Agliè, пьем. Ajé) — коммуна в Италии, располагается в области Пьемонт, в провинции Турин.
Население составляет 2612 человек (2008 г.), плотность населения составляет 201 чел./км². Коммуна занимает площадь 13 км². Почтовый индекс — 10011. Телефонный код — 0124.
Покровителем коммуны почитается святой Максим Регийский, празднование в первое воскресение июля.

## Демография
Динамика населения:

## Администрация коммуны
- Официальный сайт: http://www.comune.aglie.to.it/